# Cathédrale de Kalmar
La cathédrale de Kalmar (Kalmars domkyrka) est une cathédrale située sur la place centrale (Stortorget) de Kalmar, dans le Comté de Kalmar en Suède. C'était le siège de l'évêché de Kalmar entre 1678 à 1915, avant qu'il ne fusionne avec l'évêché de Växjö : la cathédrale n'est donc plus le siège de l'évêché, mais a conservé son nom néanmoins.
Elle fut construite à partir de 1660, mais subit de nombreuses interruptions, en particulier avec la guerre de Scanie (1675-1679) et ne fut donc achevée qu'en 1703. Le bâtiment fut dessiné par l'architecte Nicodème Tessin l'Ancien dans un style baroque, mais il mourut avant la complétion de l'édifice.